# Вале дел Морто (Кунео)
Вале дел Морто је насеље у Италији у округу Кунео, региону Пијемонт.
Према процени из 2011. у насељу је живело 59 становника. Насеље се налази на надморској висини од 289 м.